# Вакцина CureVac против COVID-19
CVnCoV (МНН зорецимеран) — вакцина против COVID-19, разработанная немецкой биотехнологической компанией CureVac.
На вакцину возлагались большие надежды, в разработку были сделаны крупные инвестиции, и фирма получила большие предзаказы. Однако попытка утвердить вакцину в Европейской комиссии (ЕМА) в июне 2021 окончилась неудачей.
В январе 2021 года CureVac объявила о сотрудничестве в области клинической разработки вакцины против COVID-19 с транснациональной фармацевтической компанией Bayer. По состоянию на декабрь 2020 года вакцина проходит клинические исследования фазы III с 36 500 участниками в Германии. Технологически представляет собой мРКН-вакцину, содержащую мРНК, кодирующую спайк-белок SARS-CoV-2, к которому и вырабатывается иммунитет. Некоторые мРНК-вакцины требуют хранения при очень низкой температуре. В вакцине CVnCoV используется немодифицированная, более естественная форма мРНК, менее подверженная гидролизу, что обеспечивает хранение при 5 °C. В настоящий момент Европейским союзом предзаказано 405 миллионов доз вакцины.

## Клинические исследования
В ноябре 2020 года CureVac сообщили о результатах клинических исследований фазы I—II, согласно которым зорецимерин (CVnCoV) хорошо переносится, безопасен и вызывает устойчивый иммунный ответ. В декабре компания CureVac начала клиническое испытание зорецимерана III фазы с 36 500 участниками. Компания Bayer обеспечит поддержку клинических исследований и международную логистику для фазы III и, возможно, будет участвовать в конечном производстве, если вакцина окажется безопасной и эффективной.

## Производство
Производство мРНК-вакцин может осуществляться быстро в больших объёмах, включая использование портативных автоматических принтеров («микрофабрики РНК»), в разработке которых CureVac участвует совместно с Tesla.

## Неудача клинических испытаний и отсутствие регистрации
Попытка утвердить вакцину в Европейской комиссии (ЕМА) после долгих задержек окончилась неудачей. В начале июня 2021 года фирма заявила, что утверждение откладывается как минимум до начала августа, а 17 июня наконец была объявлена эффективность вакцинации по последним испытаниям — она составляла 47 %. Этого было недостаточно для утверждения. Фирма объяснила неудачу тем, что разработки проводились с другим вирусом, а сейчас вирус существенно мутировал, и современные мутации (в первую очередь английская и индийская мутации альфа и дельта) уже не соответствуют разработкам.